# Route Verte 6
La Route Verte 6 est un itinéraire cyclable du réseau québécois de la Route Verte. L'axe va de Rivière-à-Pierre à Saint-Théophile à la frontière des États-Unis en passant par Québec, Lévis et Saint-Georges.

## Trajet
| Piste                              | Type           |    | Villes                                                                         | Description                                                      |
| ---------------------------------- | -------------- | -- | ------------------------------------------------------------------------------ | ---------------------------------------------------------------- |
| Vélopiste Jacques-Cartier/Portneuf |                |    | Rivière-à-Pierre, Saint-Raymond, Valcartier                                    | Sur ancienne voie ferrée                                         |
| Corridor des Cheminots             |                |    | Valcartier, Québec (de Laurentien à La Cité)                                   | Sur ancienne voie ferrée                                         |
| Corridor du Littoral               |                |    | Québec (La Cité, Sainte-Foy-Sillery)                                           | Longeant le fleuve Saint-Laurent                                 |
| Carrefour des Ponts                |                |    | Québec (Sainte-Foy-Sillery), Lévis (Chaudières-Est)                            | Via le Pont de Québec                                            |
| Véloroute de la Chaudière          | mixte, surtout | et | Lévis (Chaudières-Est), La Nouvelle-Beauce, Beauce-Centre, Notre-Dame-des-Pins | Long trajet suivant surtout la route et sur ancienne voie ferrée |
| Sentier des Jarrets Noirs          |                |    | Notre-Dame-des-Pins, Saint-Georges                                             | Évitant le centre-ville de Saint-Georges                         |
| (aucun)                            |                |    | Saint-Théophile                                                                | Suivant la route jusqu'au Maine                                  |